# Ian James Alexander
Ian James Alexander (* 1947 in Burnhervie) ist ein emeritierter Botaniker und vormals von 1996 bis 2010 Regius Professor of Botany an der University of Aberdeen. In dieser Funktion leitete Alexander das Department of Plant and Soil Science der Universität.

## Leben
Nach Abschluss seiner Ausbildung und seines Ph.D. an der University of Edinburgh nahm Alexander seine Arbeit an der University of Aberdeen im Oktober 1971 auf. 1992 wurde er zum Keeper der Cruickshank Gardens ernannt und 1996 zum Regius Professor of Botany.
In seinen Forschungen untersuchte Alexander die Ökologie der Pflanzen, insbesondere die Wechselwirkungen zwischen Pflanzen und Pilzen, den Mykorrhiza. Alexander untersuchte die symbiotischen Beziehungen zwischen den Mykorrhiza, den Pflanzen und weiteren Bodenbewohnern. Seine Forschungen berührten dabei immer wieder benachbarte Felder wie Waldbau oder Feldbau, oder, am Beispiel seiner Forschungen zur Wirkung von Phosphor berührten stark chemische Themen. Seine meist zitierten Arbeiten berührten den Waldbau in Kade, Ghana, Ektomykorrhiza im Korup-Nationalpark in Kamerun sowie die Wirkung von Düngung auf die dünnen Wurzelgeflechte und Mykorrhiza in Fichtenpflanzungen.
Neben seiner Lehrtätigkeit leitete Alexander die Redaktion des Wissenschaftsjournals The New Phytologist. Der Lehrstuhl des Regius Professor wurde nach dem Rückzug Alexanders 2010 nicht neu besetzt.

## Ehrungen
1997 wurde Alexander zum Fellow der Royal Society of Edinburgh gewählt.

## Privates
Alexander ist verheiratet mit Clare, ebenfalls eine Biologin, die am Aberdeen College lehrte. Das Paar hat einen Sohn, John, und eine Tochter, Kirsty.

## Bibliografie

### Artikel
- 1998 Spatial distribution of ectomycorrhizas and arbuscular mycorrhizas in Korup National Park rainforest, Cameroon, in The New Phytologist
- 1998 Phosphorus nutrition of ectomycorrhizal and arbuscular mycorrhizal tree seedlings from Korup National Park rainforest, Cameroon in Journal of Tropical Ecology
- 1988 Ectomycorrhizal rain‐forest legumes and soil phosphorus in Korup National Park, Cameroon, mit D. M. Newbery, D. W. Thomas und J. S. Gartlan in New Phytologist
- 2001 Arbuscular mycorrhizal colonization increases with host density in a heathland community, mit David R. Genney und Sue H. Hartley in New Phytologist
- 2001 Are ectomycorrhizas more abundant than arbuscular mycorrhizas in tropical heath forests? in The New Phytologist
- 2005 How do plants regulate the function, community structure, and diversity of mycorrhizal fungi?, in Journal of Experimental Botany 56
- 2005 UNITE: a database providing web-based methods for the molecular identification of ectomycorrhizal fungi mit Urmas Kõljalg,m Karl-Henrik Larsson, Kessy Abarenkov und R. Henrik Nilsson
- 2010 The UNITE database for molecular identification of fungi - recent updates and future perspectives, mit Kessy Abarenkov, R. Henrik Nilsson, Karl‐Henrik Larsson
- 2011 Mycorrhiza status of Gnetum spp. in Cameroon: Evaluating diversity with a view to ameliorating domestication efforts mit Eneke Esoeyang Tambe Bechem

### Kapitel
- 2005 Mycorrhizas and ecosystem processes in tropical rain forest: implications for diversity; in David Burslem, Michelle Pinard, Sue Hartley (Hrsg.) Biotic Interactions in the Tropics Their Role in the Maintenance of Species Diversity; Seite 165–203;